# Klaus-Jürgen Wrede
Pour les articles homonymes, voir Wrede et Carl Philipp von Wrede.
Klaus-Jürgen Wrede (né en 1963 à Meschede) est un auteur allemand de jeux de société, connu pour être le créateur du jeu Carcassonne. Il est également professeur de musique.

## Ludographie

### Seul auteur
- Carcassonne, 2000, Hans im Glück, Spiel des Jahres  2001, Deutscher Spiele Preis  2001
  - Carcassonne : Marchands et Architectes, 2003 (extension)
  - Carcassonne : Roi et Éclaireur, 2003 (extension)
  - Carcassonne : Damoiselle et Dragon, 2003 (extension)
  - Le comte de Carcassonne, 2004 (extension)
  - Carcassonne : La Rivière II, 2005 (extension)
  - Carcassonne : La Tour, 2006 (extension)
- Carcassonne à la préhistoire, 2002, Hans im Glück
- Krone und Schwert, 2002, Queen Games
- Die Fugger, 2003, Adlung
- The Ark of the Covenant, 2003, Inspiration Games
- Carcassonne - La Cité, 2004, Hans im Glück
- Der Untergang von Pompeji (La Chute de Pompéi), 2004, Amigo
- Mesopotamien, 2005, Phalanx Games
- Venedig, 2007, Amigo

### AvecReiner Knizia
- Carcassonne - Die Burg, 2003, Hans im Glück

### AvecLeo Colovini
- Carcassonne - Neues Land, 2004, Hans im Glück

### AvecJean du Poël
- Drachenreiter (Chevaliers des Dragons), 2005, Amigo / Rio Grande

### AvecKarl-Heinz Schmiel
- Cartecassonne (Le jeu de cartes de Carcassonne), 2009, Filosofia